# NGC 6672
NGC 6672 — двойная звезда в созвездии Лира.
Этот объект входит в число перечисленных в оригинальной редакции «Нового общего каталога».